# Mekarsari (Ranca Bungur)
Mekarsari is een bestuurslaag in het regentschap Bogor van de provincie West-Java, Indonesië. Mekarsari telt 6284 inwoners (volkstelling 2010).